# Cotswolds
The Cotswolds er et område i det centrale South West England, der ligger langs bakkerne og engene fra den øvre del af Themsen over Severn Valley og Vale of Evesham. Området er kendetegnet ved undergrund af sandsten fra juratiden, der har skabt en græsslette, hvor man udvinder den gyldne Cotswold-sandsten. Området går ind i adskillige engelske counties; primært Gloucestershire og Oxfordshire, samt dele af Wiltshire, Somerset, Worcestershire og Warwickshire. Det højeste punkt er Cleeve Hill med en højde på 1083 m, som ligger øst for Cheltenham. Det er primært et landområde, der rummer en række landsbyer, byer, herregårde og haver hvor den lokale sandsten er brugt.
En stor del af Cotswolds har været anerkendt som National Landscape (tidligere kendt som Area of Outstanding Natural Beauty, eller AONB) siden 1966. Området dækker 2.038 km2 i et område på omkring 40x140 km, der strækker sig fra umiddelbart syd for Stratford-upon-Avon til syd for Bath, hvilket gør det til det største National Landscape-området og Englands tredjestørste fredede landskab.
Cotswold lokalområde ligger i Gloucestershire. Den primære by Cirencester. I 2021 var befolkningstallet på de 1.200 km2 omkring 91.000. Det langt større område som til daglig omtales som Cotswolds omfatter næsten 2.100 km2. Indbyggertallet i National Landscape-området var næsten 139.000 i 2016.

## Attraktioner
Ifølge brugere på TripAdvisor var de følgende steder de bedste attraktioner i Cotswolds i 2018:
- Walks With Hawks, Cheltenham
- Cotswolds Distillery, Stourton
- Cotswold Falconry Centre, Moreton-in-Marsh
- Chavenage House, Tetbury
- Tewkesbury Abbey, Tewkesbury
- Gloucestershire Warwickshire Steam Railway, Cheltenham
- Gloucester Cathedral, Gloucester
- The Royal Gardens at Highgrove, Tetbury
- Jet Age Museum, Gloucester
- Cotswold Wildlife Park, Burford
- Hook Norton Brewery, Hook Norton

Øvrige attraktioner tæller Sudeley Castle, Tetbury Market House, Newark Park, Woodchester Mansion, Owlpen Manor, Broadway Tower, Corsham Court, Cirencester Abbey og Malmesbury Abbey.